# Cyrtopogon skopini
Cyrtopogon skopini là một loài ruồi trong họ Asilidae. Cyrtopogon skopini được Lehr miêu tả năm 1998. Loài này phân bố ở vùng Cổ Bắc giới.